# Чобанюк Іванна Василівна
Іванна Василівна Чобанюк (нар. 5 червня 1993, смт Велика Березовиця Тернопільського району Тернопільської області, Україна) — український медик, волонтер. 

## Життєпис

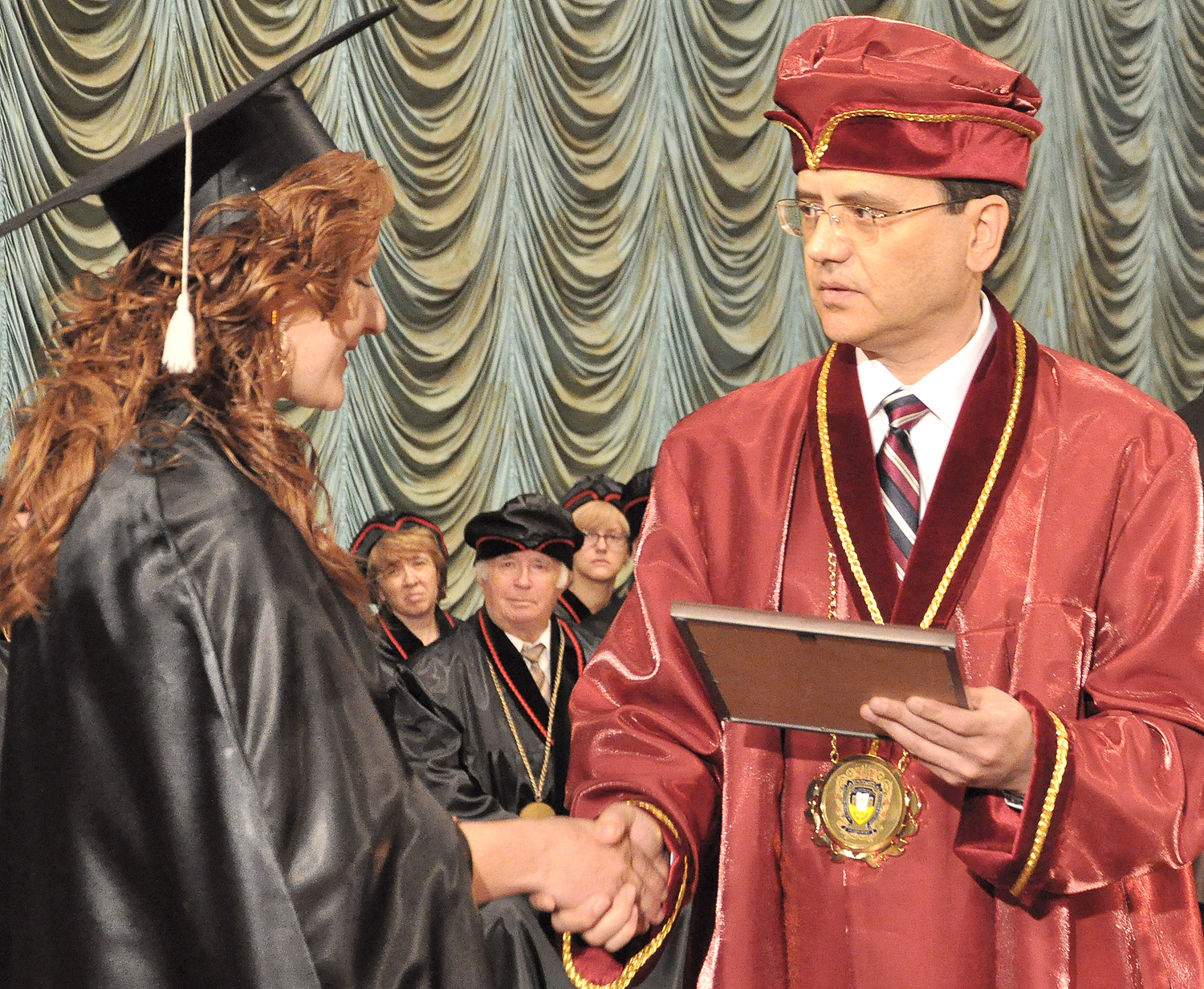
Ректор ТДМУ Михайло Корда вручає диплом Іванні Чобанюк (25.06.2015)

Закінчила медичний факультет Тернопільського державного медичного університет імені І. Я. Горбачевського (2015). Пройшла навчання з тактичної медичної допомоги. 

### В АТО
У березні 2014-го поїхала до Києва проводити вишкіл для бійців, згодом — добровольцем на Схід. Більше року служила у складі медичного батальйону УДА «Госпітальєри» поблизу селища Піски Донецької області. Була командиркою медичної евакуаційної бригади, працювала поблизу Донецького аеропорту. Періодично верталася на навчання, остання ротація – квітень 2015 року. На даний час учасниця Жіночого Ветеранського Руху та Клубу ветеранської дипломатії. Після повернення з фронту працювала сімейним лікарем, а під час епідемії "КОВІД-19" пішла добровольцем лікувати хворих на цю небезпечну болячку.

### Громадська діяльність
У 2019 році відвідала Францію в межах показу фільму "Невидимий батальйон", в якому йшлося про жінок на війні. Мала багато зустрічей, на яких переконувала французів більше допомагати Україні. Входила в групу українських військових та громадських діячів, які відвідали у 2022 році Вашингтон (Конгрес США, Пентагон, низку інших організацій) з метою переконати американців виділити Україні більше зброї. Ця дипломатична місія була успішною.

## Відзнаки
- Орден «Народний Герой України» (2016).
- Подяки, грамоти.[які?]